# Coelorinchus scaphopsis
Coelorinchus scaphopsis is een straalvinnige vissensoort uit de familie van rattenstaarten (Macrouridae). De wetenschappelijke naam van de soort is voor het eerst geldig gepubliceerd in 1890 door Gilbert.